# Thalassothemis marchali
Thalassothemis marchali is een libellensoort uit de familie van de korenbouten (Libellulidae), onderorde echte libellen (Anisoptera).
De soort staat op de Rode Lijst van de IUCN als bedreigd, beoordelingsjaar 2006, de trend van de populatie is volgens de IUCN dalend.
De wetenschappelijke naam Thalassothemis marchali is voor het eerst geldig gepubliceerd in 1842 door Rambur.